# Tombín de Tol
Tombín de Tol (oficialmente y en asturiano: El Tombín) es una aldea de la parroquia de Tol, concejo de Castropol, en la comarca del Eo-Navia, Principado de Asturias, España.